# Ingrid Bergman
Ingrid Bergman (švedska izgovorjava: [ˈbɝgmən]), švedska igralka, * 29. avgust 1915, † 29. avgust 1982.
Bila je trikrat nagrajena z oskarjem in dvakrat z nagrado emmy, poleg tega nagrajena z nagrado tony za najboljši nastop v glavni ženski vlogi na prvi podelitvi nagrad tony leta 1947.
Umeščena je tudi na lestvici Ameriškega filmskega inštituta (AFI's 100 Years... 100 Stars) kot četrta največja ženska filmska zvezda.